# Cactus Bowl 2016 (janvier)
Match précédent Match suivant
Le Cactus Bowl de janvier 2016 est un match de football américain de niveau universitaire joué après la saison régulière de 2015, le 2 janvier 2016 au Chase Field de Phoenix en Arizona.  
Il s'agissait de la 27e édition du Cactus Bowl qui marque le retour du Cactus Bowl au Chase Field, déjà hôte du match entre 2000 et 2005. 
En effet, le match s'était joué au Sun Devil Stadium de Tempe en Arizona entre 2006 et 2015.
Ce retour est causé par la rénovation de Sun Devil Stadium qui perdurera jusqu'à la fin de saison 2018.
Le match a mis en présence les équipes des Mountaineers de la Virginie-Occidentale issus de la Conférence Big 12 et des Sun Devils d'Arizona State issus de la Conférence Pac 12.
Il a débuté à 20:15 (heure locale) et a été retransmis en télévision sur ESPN.
Sponsorisé par la société Motel 6 (remplaçant la société TicketCity), le match fut officiellement dénommé le Motel 6 Cactus Bowl.
West Virginia gagne le match sur le score de 43 à 42.

## Présentation du match
| Équipes                                                                                      | Conférences | Entraîneurs    | Stats. saison rég. | Classements avant le bowl (CFP/AP/Coaches) |
| -------------------------------------------------------------------------------------------- | ----------- | -------------- | ------------------ | ------------------------------------------ |
| WVU                                                                                          | Big 12      | Dana Holgorsen | 7-5                | Non classé                                 |
| ASU                                                                                          | Pac 12      | Todd Graham    | 6-6                | Non classé                                 |
| Arbitre : Jeff Servinski (Big Ten) Équipe donnée favorite par les bookmakers : Arizona State |             |                |                    |                                            |

Il s'agit de la 2e rencontre entre ces deux équipes, la première ayant eu lieu en 1979 et la victoire des Sun Devils d'Arizona State 42 à 7.

### Mountaineers de la Virginie-Occidentale
Avec un bilan global en saison régulière de 7 victoires et 5 défaites, West Virginia est éligible et accepte l'invitation pour participer au Cactus Bowl de janvier 2016.
Ils terminent 5e de la Conférence Pac 12 derrière #5 Oklahoma, #20 Oklahoma State, #7 TCU et #13 Baylor.
À l'issue de la saison 2015, ils n'apparaissent pas dans les classements CFP , AP et Coaches.
Il s'agit de leur 2e participation au Cactus Bowl après leur défaite 34 à 31 contre les Tigers du Missouri lors de l'édition de 1998. 

### Sun Devils d'Arizona State
Avec un bilan global en saison régulière de 6 victoires et 6 défaites, Arizona State est éligible et accepte l'invitation pour participer au Cactus Bowl de janvier 2016.
Ils terminent 4e de la South Division de la Conférence Big 12 derrière USC, #17 Utah et UCLA, avec un bilan en division de 5 victoires et 4 défaites.
À l'issue de la saison 2015, ils n'apparaissent pas dans les classements CFP , AP et Coaches.
Il s'agit de leur 2e participation au Cactus Bowl après leur victoire 45 à 40 contre les Scarlet Knights de Rutgers lors de l'édition de 2005. 

## Résumé du match
| QT          | Temps       | Drive       | Drive       | Drive       | Équipe      | Description de l'action | Score | Score |
| QT          | Temps       | Jeux        | Yards       | TDP         | Équipe      | Description de l'action | WVU   | ASU   |
| ----------- | ----------- | ----------- | ----------- | ----------- | ----------- | --- | ----- | ----- |
| 1           | 12 min 2 s  | 9           | 71          | 2 min 58 s  | WVU         | FG de 21 yards par kicker Josh Lambert | 3     | 0     |
| 1           | 8 min 57 s  | 8           | 56          | 2 min 25 s  | WVU         | FG de 31 yards par kicker Josh Lambert | 6     | 0     |
| 1           | 5 min 6 s   | 4           | 2           | 1 min 30 s  | ASU         | FG de 37 yards par kicker Zane Gonzales | 6     | 3     |
| 1           | 3 min 13 s  | 6           | 55          | 1 min 53 s  | WVU         | FG de 27 yards par kicker Josh Lambert | 9     | 3     |
| 2           | 9 min 59 s  | 4           | 40          | 1 min 6 s   | ASU         | TD de 19 yards par WR Devin Lucien à la suite d'une réception de passe de QB Mike Bercovici + 1 point de conversion par kicker Zane Gonzales                               | 9     | 10    |
| 2           | 6 min 2 s   | 3           | 80          | 0 min 39 s  | WVU         | TD de 59 yards par WR Shelton Gibson à la suite d'une réception de passe de QB Skyler Howard + 1 point de conversion par kicker Josh Lambert                               | 16    | 10    |
| 2           | 2 min 53 s  | 10          | 80          | 3 min 0 s   | ASU         | FG de 19 yards par kicker Zane Gonzales | 16    | 13    |
| 2           | 0 min 28 s  | 8           | 75          | 2 min 25 s  | WVU         | TD de 10 yards par WR Daikiel Shorts à la suite d'une réception de passe de QB Skyler Howard mais la tentative de conversion à 1 point par kicker Josh Lambert est bloquée | 22    | 13    |
| 2           | 0 min 28 s  | -           | -           | -           | ASU         | 2 points par WR Tim White à la suite d'un retour d'une tentative de conversion après TD                                                                                    | 22    | 15    |
| 2           | 0 min 1 s   | 4           | 34          | 0 min 26 s  | ASU         | FG de 35 yards par kicker Zane Gonzales | 22    | 18    |
| 3           | 11 min 34 s | 8           | 66          | 3 min 17 s  | ASU         | TD de 2 yards par WR Tim White à la suite d'une réception de passe de QB Mike Bercovici + 1 point de conversion par kicker Zane Gonzales                                   | 22    | 25    |
| 3           | 10 min 2 s  | 5           | 75          | 1 min 32 s  | WVU         | TD de 64 yards par WR Gary Jennings à la suite d'une réception de passe de QB Skyler Howard + 1 point de conversion par kicker Josh Lambert                                | 29    | 25    |
| 3           | 4 min 35 s  | 6           | 66          | 2 min 26 s  | ASU         | TD de 33 yards par WR Tim White à la suite d'une réception de passe de QB Mike Bercovici + 1 point de conversion par kicker Zane Gonzales                                  | 29    | 32    |
| 3           | 3 min 1 s   | 4           | 75          | 1 min 34 s  | WVU         | TD de 17 yards par WR Daikiel Shorts à la suite d'une réception de passe de QB Skyler Howard + 1 point de conversion par kicker Josh Lambert                               | 36    | 32    |
| 4           | 14 min 9 s  | 4           | 5           | 1 min 9 s   | ASU         | FG de 48 yards par kicker Zane Gonzales | 36    | 35    |
| 4           | 4 min 56 s  | 4           | 73          | 1 min 23 s  | ASU         | TD de 58 yards par WR Gary Chambers à la suite d'une réception de passe de QB Mike Bercovici + 1 point de conversion par kicker Zane Gonzales                              | 36    | 42    |
| 4           | 2 min 19 s  | 10          | 75          | 2 min 37 s  | WVU         | TD de 15 yards par QB David Sills à la suite d'une réception de passe de QB Skyler Howard + 1 point de conversion par kicker Josh Lambert                                  | 43    | 42    |
| Score final | Score final | Score final | Score final | Score final | Score final | Score final | 43    | 42    |

## Statistiques
| Statistiques par Équipes               | Statistiques par Équipes | Statistiques par Équipes |
| Statistiques                           | WVU                      | ASU                      |
| -------------------------------------- | ------------------------ | ------------------------ |
| 1er downs                              | 29                       | 23                       |
| Conversion de 3e Down                  | 6/16                     | 5/17                     |
| Conversion de 4e Down                  | 0/0                      | 0/1                      |
| Jeux–yards                             | 84 jeux pour 676 yards   | 84 jeux pour 520 yards   |
| Yards à la course                      | 144                      | 102                      |
| Yards à la passe                       | 532                      | 418                      |
| Passes : Réussies-Tentées-Interceptées | 28/51, 2 int.            | 29/52, 0 int.            |
| Réussite en zone rouge/chances         | 6/6                      | 5/5                      |
| TD                                     | 5                        | 4                        |
| Field Goals                            | 3/3                      | 4/5                      |
| Sacks (Nombre-Yards gagnés)            | 0/0                      | 2/12 yards gagnés        |
| Fumbles (Nombre/Perdus)                | 1/0                      | 1/0                      |
| Pénalités (Nombre/Yards perdus)        | 5/54                     | 6/45                     |
| Temps de possession                    | 29:02                    | 30:58                    |

| Meilleur Joueur (MVP) | Meilleur Joueur (MVP) | Meilleur Joueur (MVP) | Meilleur Joueur (MVP) |
| --------------------- | --------------------- | --------------------- | --------------------- |
| Système               | Nom                   | Équipe                | Poste                 |
| Att.                  | Skyler Howard         | QB                    | West Virginia         |
| Déf.                  | Shaq Petteway         | LB                    | West Virginia         |

| Statistiques Individuelles | Statistiques Individuelles | Statistiques Individuelles                                  |
| -------------------------- | -------------------------- | ----------------------------------------------------------- |
| Quaterbacks                |                            |                                                             |
| WVU                        | Howard, Skyler             | 28/51, 532 yards, 5 TDs, 2 int. , 2 sacks subis/(-12 yards) |
| ASU                        | Bercovici, Mike            | 29/52, 4 TD, 0 int., 0 sack subi                            |
| Meilleurs Coureurs         |                            |                                                             |
| WVU                        | Smallwood, Wendell         | 13 courses pour 72 yards, 0 TD                              |
| ASU                        | Richard, Demario           | 11 courses pour 48 yards                                    |
| Meilleurs Receveurs        |                            |                                                             |
| WVU                        | Shorts, Daikiel            | 6 réceptions pour 97 yards et 2 TDs                         |
| ASU                        | Lucien, Devin              | 9 réceptions pour 144 yards et 1 TD                         |
| Meilleurs Tackleurs        |                            |                                                             |
| WVU                        | Askew-Henry, Dravon        | 6 tacles en solo et 1 assiste                               |
| ASU                        | Fiso, Salamo               | 10 tacles en solo et 2 assistes                             |